# Imaus collenettei
Imaus collenettei är en fjärilsart som beskrevs av Lambertus Johannes Toxopeus 1948. Imaus collenettei ingår i släktet Imaus och familjen tofsspinnare. Inga underarter finns listade i Catalogue of Life.